# Farmen (kortspel)
Farmen är ett kortspel som är besläktat med tjugoett och Black Jack, och som går ut på att med korten försöka uppnå poängsumman 16, eller komma så nära som möjligt utan att överskrida detta tal. Essen är värda 1 poäng, kungar, damer och knektar 10 poäng, och övriga kort har samma värde som sin valör. I den kortlek som används i spelet är alla 8:or och 6:or bortplockade, utom hjärtersexan.
Spelet inleds med att deltagarna först lägger lika många marker var i en pott, kallad farmen, vilken lottas ut eller auktioneras ut till högstbjudande. Den spelare som innehar farmen kallas farmare och ger alla inklusive sig själv ett kort var med baksidan uppåt. I tur och ordning får varje spelare sedan ytterligare ett kort och kan också begära att få fler.
När spelrundan är avslutad visar alla sina kort, och betalning sker enligt följande:
 
– Den spelare som har fått exakt 16 poäng vinner farmen och blir farmare nästa giv. Om flera har fått 16 poäng, tas farmen hem i första hand av den som har hjärtersexan.

– Den eller de spelare som fått mer än 16 poäng betalar en mark till farmaren, alternativt betalar farmaren en mark för varje överstigande poäng.

– Den spelare som har kommit närmast under 16 poäng får en mark från var och av de övriga, alternativt en mark var från de spelare som har lägre poäng.
Om ingen spelare fått 16 poäng fortsätter samma farmare som förut.

## Variant
Sexton är en för familjespel anpassad variant, som spelas med en gemensam pott och utan farmare.